# Болгарка (Одеський район)
Болга́рка (колишні назви — хутір Дряний, Мала Ферстеровка, Тононаковка) — село в Україні, у Дачненській сільській громаді Одеського району Одеської області. Населення складає 855 осіб.

## Історія
У 1859 році у власницькому хуторі Мала Ферстеровка (Болгарка, Тононаковка, Дряний) 1-го стану (станова квартира — містечко Василівка) Одеського повіту Херсонської губернії, було 7 дворів, в яких мешкало 34 чоловіка і 33 жінки.
У 1896 році на хуторі Дряному (Мала Ферстеровка, Болгарка) Більчанської волості Одеського повіту Херсонської губернії, було 18 дворів, у яких мешкало 48 людей (22 чоловіка та 26 жінок).
Станом на 1916 рік на хуторі Болгарка Куртівської волості Одеського повіту Херсонської губернії, мешкало 112 людей (44 чоловік і 68 жінок).
У липні 1919 року мешканці села Болгарка підтримали антибільшовицьке повстання українських селян та німецьких колоністів, викликане продрозкладкою та насильницькою мобілізацією до Червоної армії.
На початку 1924 року хутір Болгарка відносився до Отрадівської сільради району Енгельса Одеської округи Одеської губернії. Більшість населення Болгарки становили німці (113 осіб). Вони мали 19 господарств.
Під час Голодомору в Україні 1932—1933 років в селі загинуло 4 людини:
- Ватов Іван Іванович;
- Енгель Рудольф Адольфович;
- Енгель Яків Якович;
- Лозген Берта Генріхівна[7].

7 вересня 1946 року хутір Болгарка Одрадівської сільської ради (Одрадове) перейменовано на хутір Клин.
Станом на 1 травня 1967 року у Болгарці знаходився господарський центр птахофабрики «Біляївська».

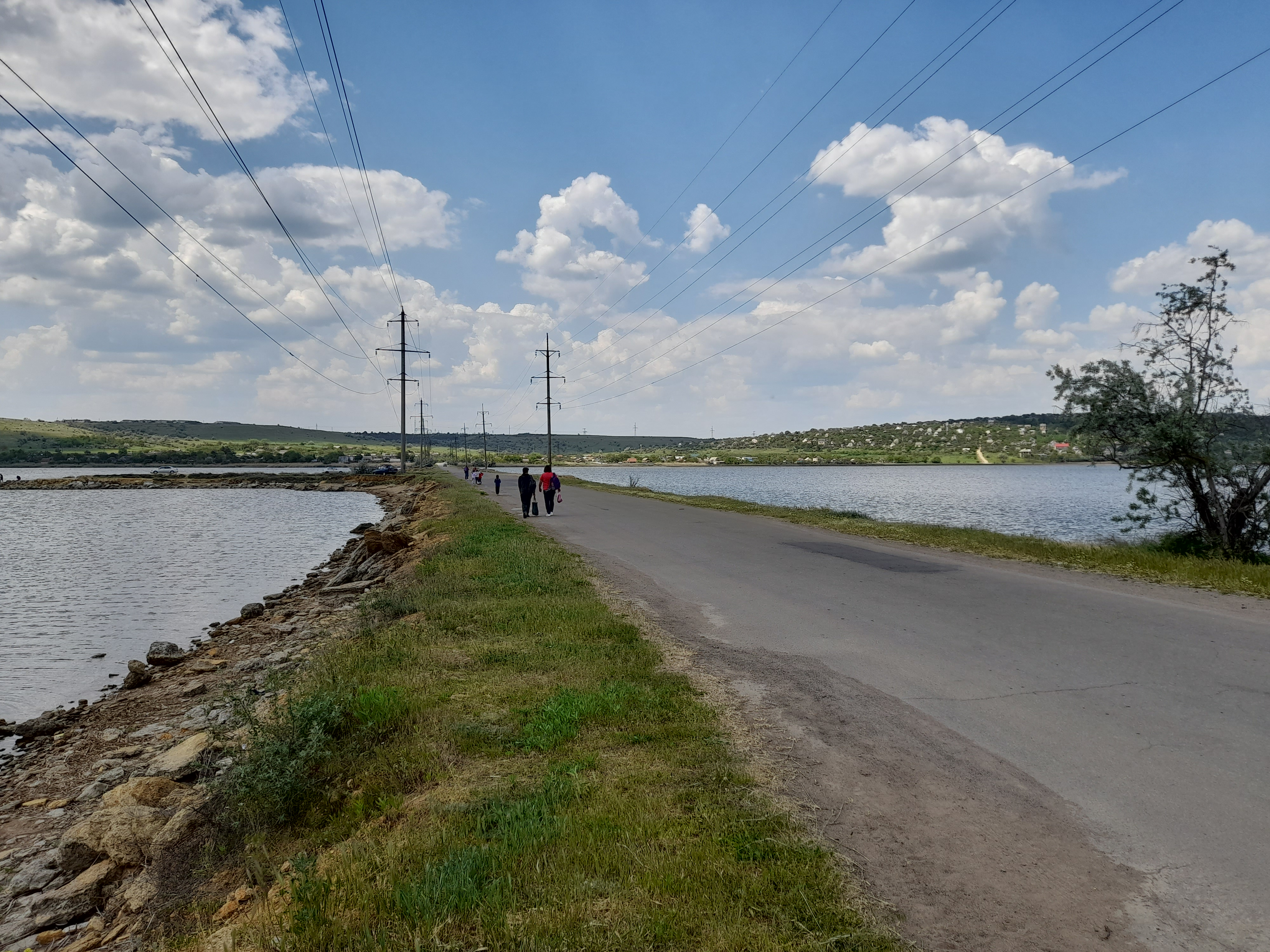
Дамба через Паліївську затоку Хаджибейського лиману між селами Болгарка і Одрадове

19 липня 2020 року в результаті адміністративно-територіальної реформи та ліквідації Роздільнянського району село увійшло до складу новоутвореного Одеського району.
Колишній орган місцевого самоврядування — Єгорівська сільська рада.

## Населення
Згідно з переписом УРСР 1989 року чисельність наявного населення села становила 916 осіб, з яких 428 чоловіків та 488 жінок.
За переписом населення України 2001 року в селі мешкали 762 особи.

## Мова
Розподіл населення за рідною мовою за даними перепису 2001 року:
| Мова       | Відсоток |
| ---------- | -------- |
| українська | 90,86 %  |
| російська  | 8,75 %   |
| румунська  | 0,39 %   |

## Соціальна сфера
- Будинок культури.

## Особистість
- Ковальов Андрій Володимирович (нар. 1990) — український футболіст, півзахисник клубу МФК «Миколаїв».